# Gostyński Bród
Gostyński Bród [ɡɔsˈtɨɲski ˈbrut] là một khu định cư ở khu hành chính của Gmina Płoty, thuộc Hạt Gryfice, West Pomeranian Voivodeship, nằm ở phía tây bắc Ba Lan.